# Praletarskaja (metropolitana di Minsk)
La stazione Praletarskaja (Пралетарская), in russo Proletarskaja (Пролетарская), è una stazione della metropolitana di Minsk, sulla linea Aŭtazavodskaja.